# Ophioscion panamensis
Ophioscion panamensis är en fiskart som beskrevs av Schultz, 1945. Ophioscion panamensis ingår i släktet Ophioscion och familjen havsgösfiskar. Inga underarter finns listade i Catalogue of Life.